# Николаевская сопка
Николаевская (Гремячая) сопка — сопка на западе Красноярска высотой 505 метров. На ней расположены вышки телерадиовещания, горнолыжный комплекс, принимавший соревнования Зимней Универсиады 2019, смотровая площадка и стометровый флагшток с флагом России.

## История
Николаевская сопка, как и Красноярские Столбы — продукт древней вулканической деятельности, результат выхода магмы на поверхность 450 млн лет назад. Гора состоит в основном из субвулканической (гипабиссальной) горной породы сиенит-порфира.
В 1970-80-х годах на сопке были построены трамплины высотой 20, 40, 70 и 90 метров, они использовались на зимних Спартакиадах народов СССР 1982 и 1986 годов. Позже эти трамплины обветшали, были частично разобраны местными жителями и во второй половине 2010-х годов снесены для обустройства нового спортивного комплекса.
В 1980 году власти решили построить на вершине сопки железобетонную телебашню высотой 241 метр. Строительство началось в 1988 году, но уже в 1990-м было остановлено по финансовым причинам. В 2005 году к проекту вернулись, планируя построить башню до 2008 года, но так и не построили. Вместо этого в 1999 году частная красноярская телекомпания Афонтово построила на вершине первую в России негосударственную телевышку (высотой 87 метров, решётчатой конструкции) и передающий центр; в 2002 году подобную вышку построила там же другая красноярская телекомпания — Прима ТВ.
К Универсиаде 2019 был построен кластер «Сопка», принимавший соревнования по фристайлу и сноуборду. В нём построены три новых трамплина высотой 20, 40 и 60 метров.
В 2020-21 годах на вершине построена смотровая площадка, с которой открывается вид на западную часть Красноярска, в частности на красноярский Академгородок, крупнейший кампус Сибирского Федерального университета, Академию биатлона.
В 2022 году на вершине установлен самый высокий в России стометровый флагшток с флагом России. Флаг неоднократно был порван ветром и заменялся.

## Галерея

Старый горнолыжный комплекс
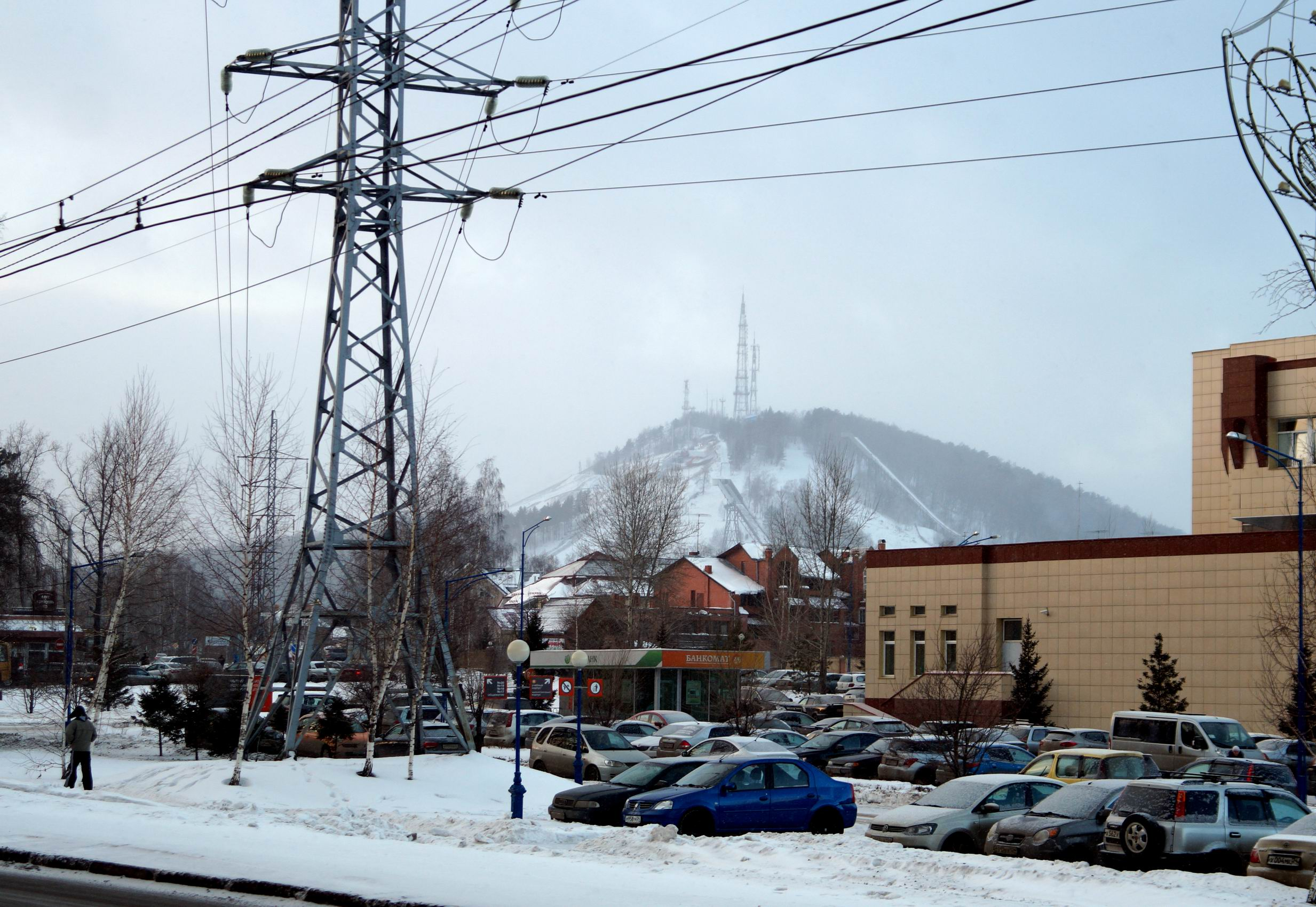
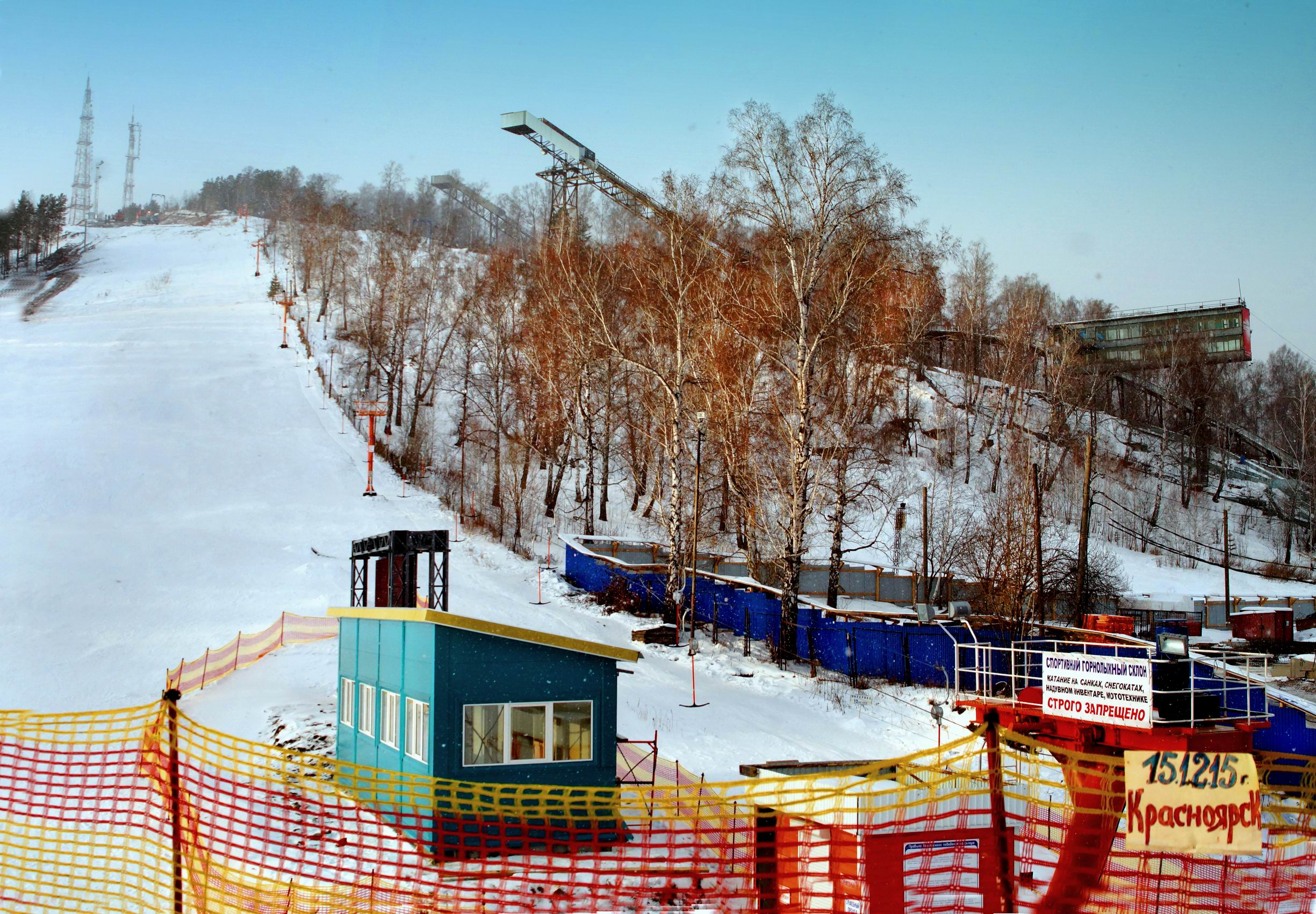
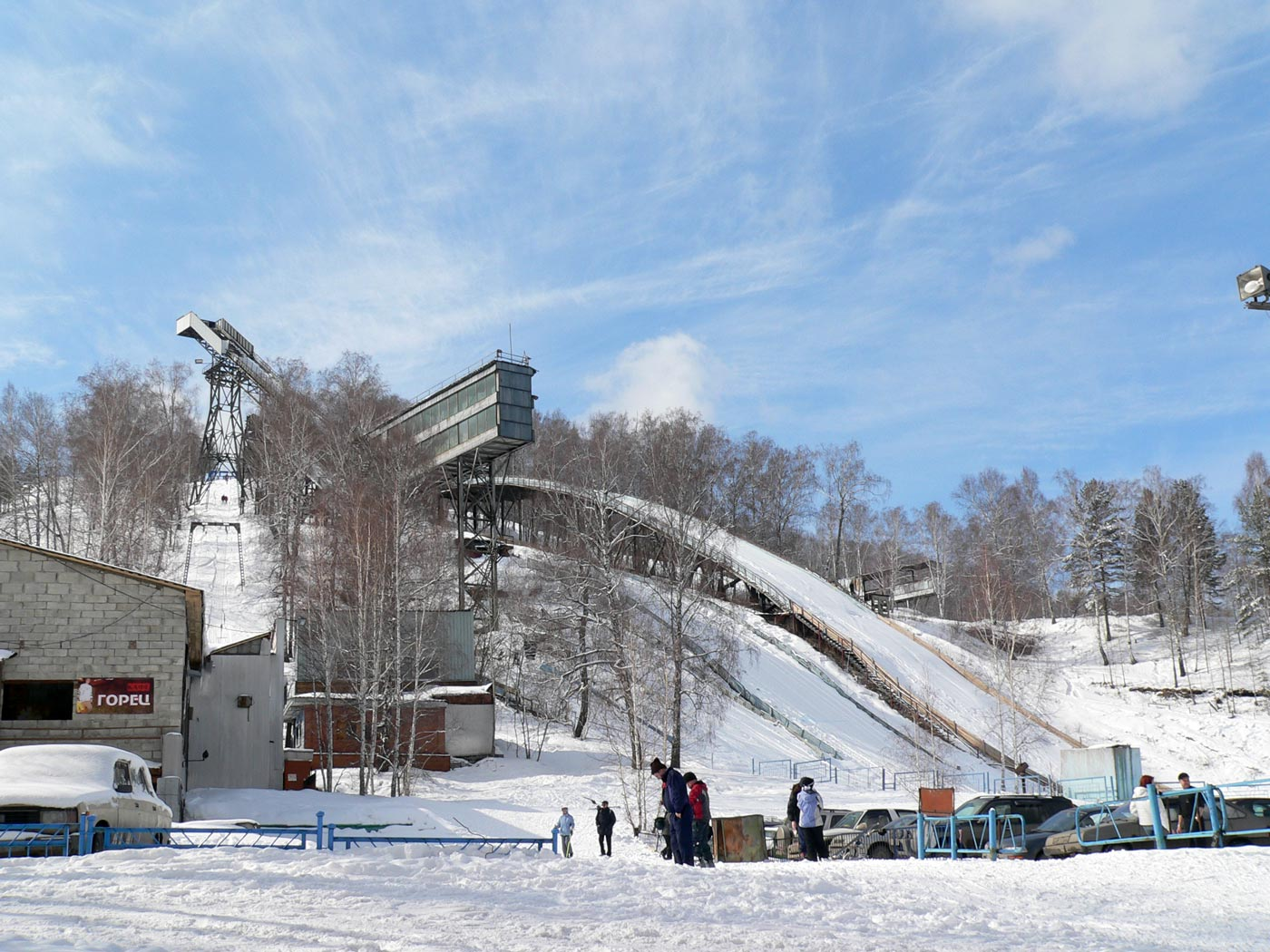
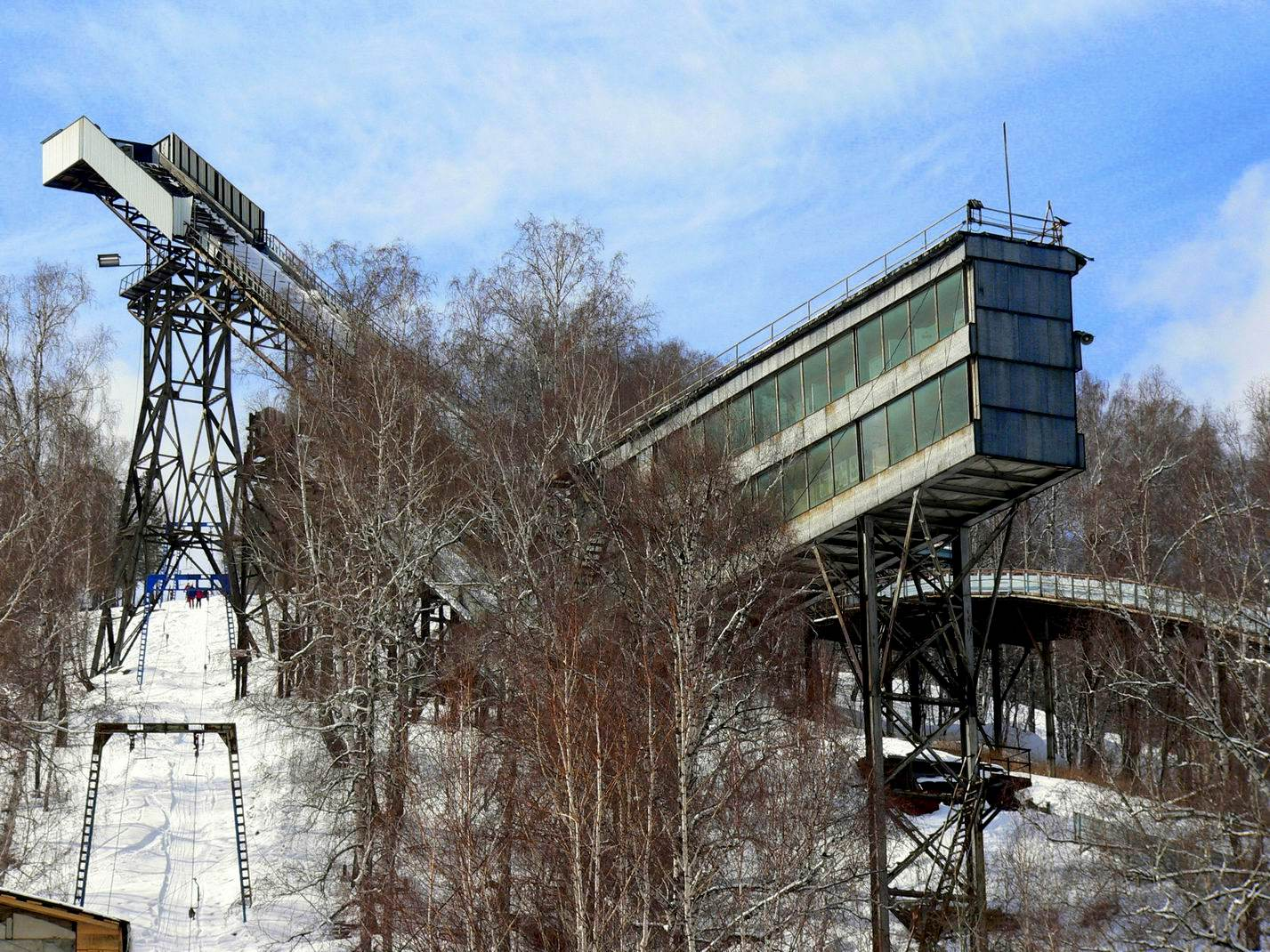
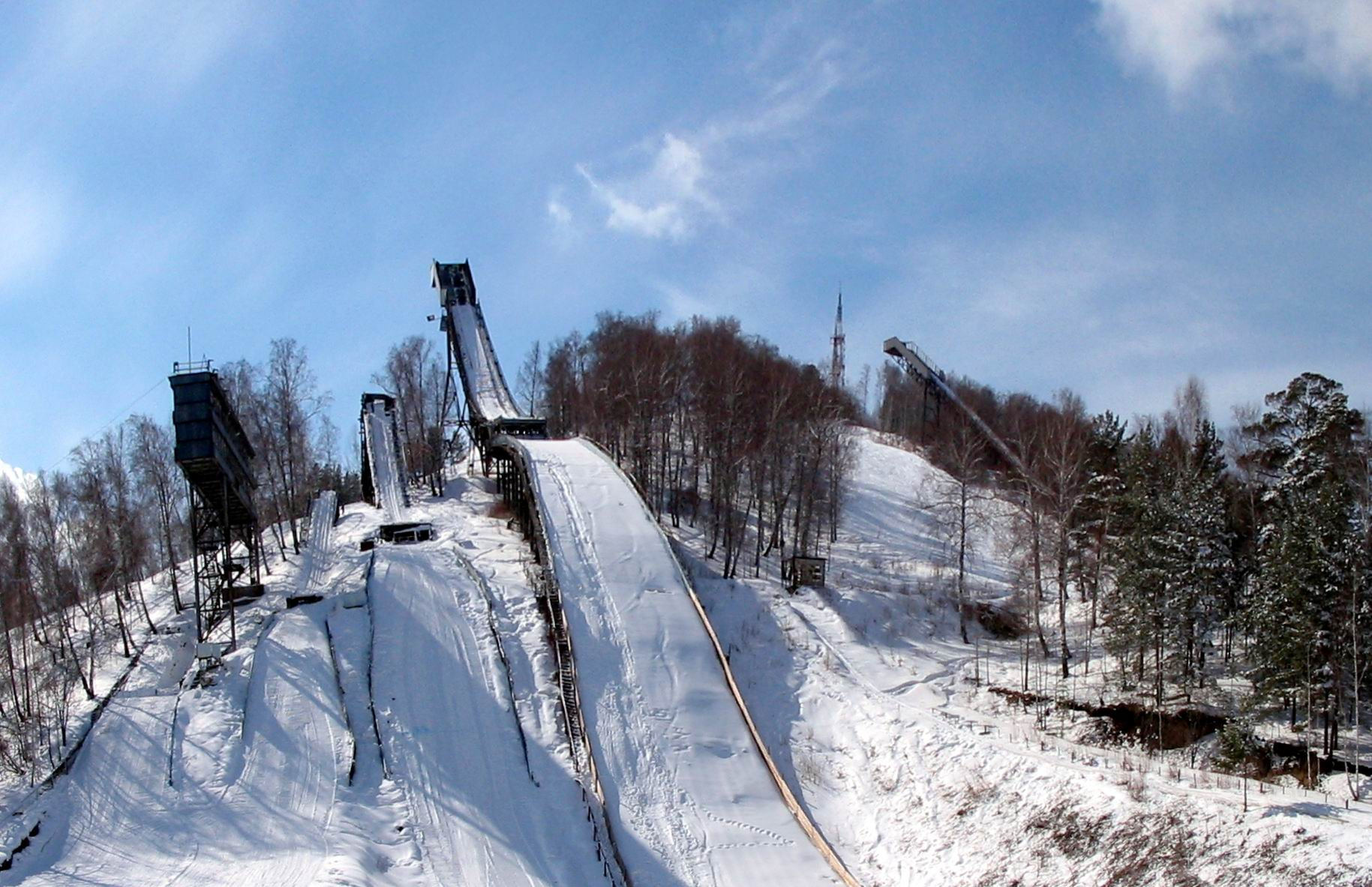
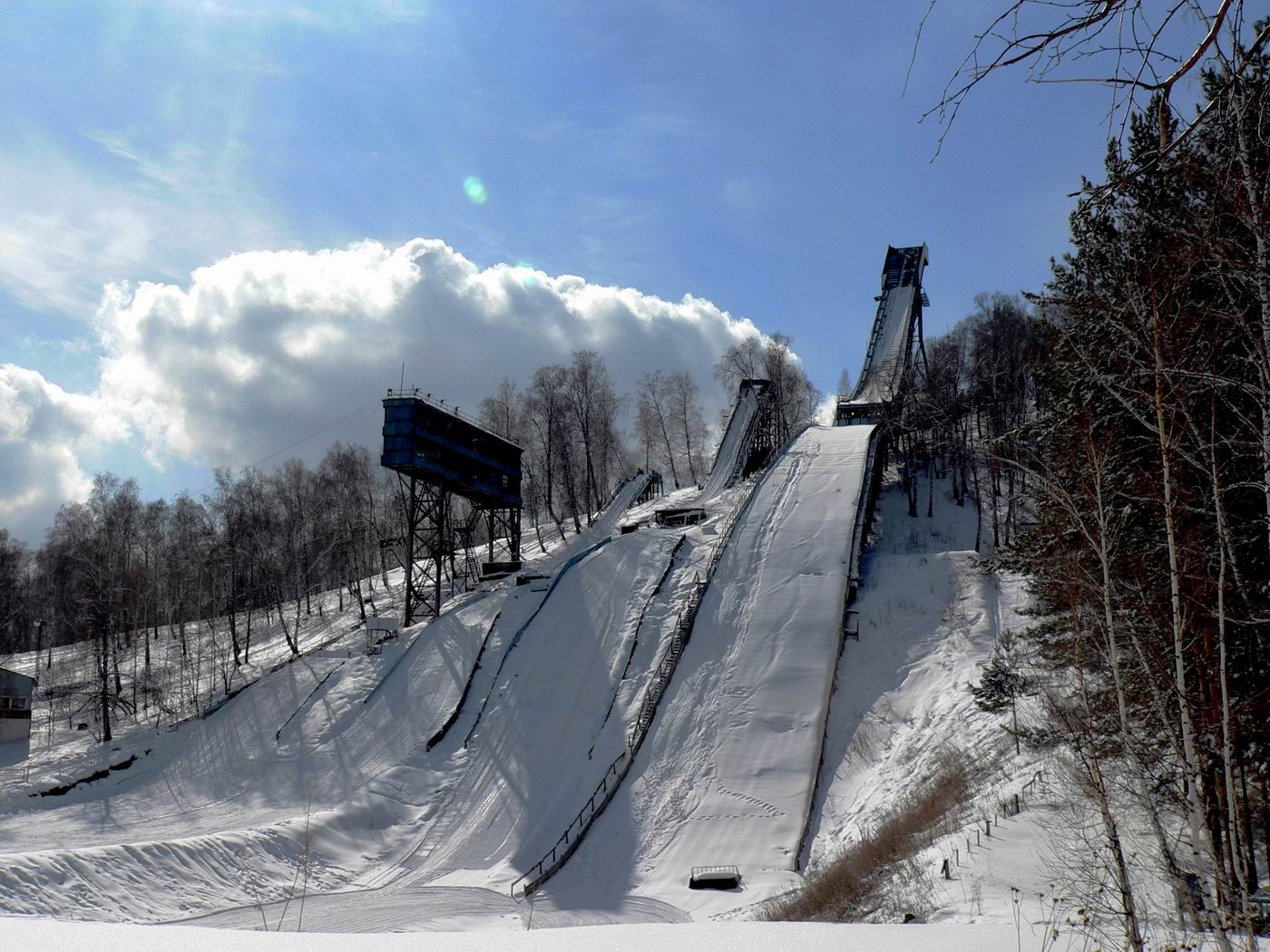

Современное состояние
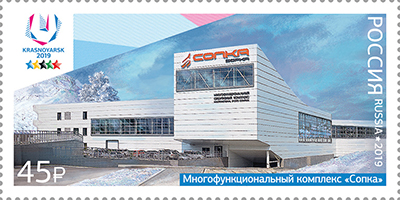
Марка Универсиады 2019, посвящённая кластеру «Сопка»
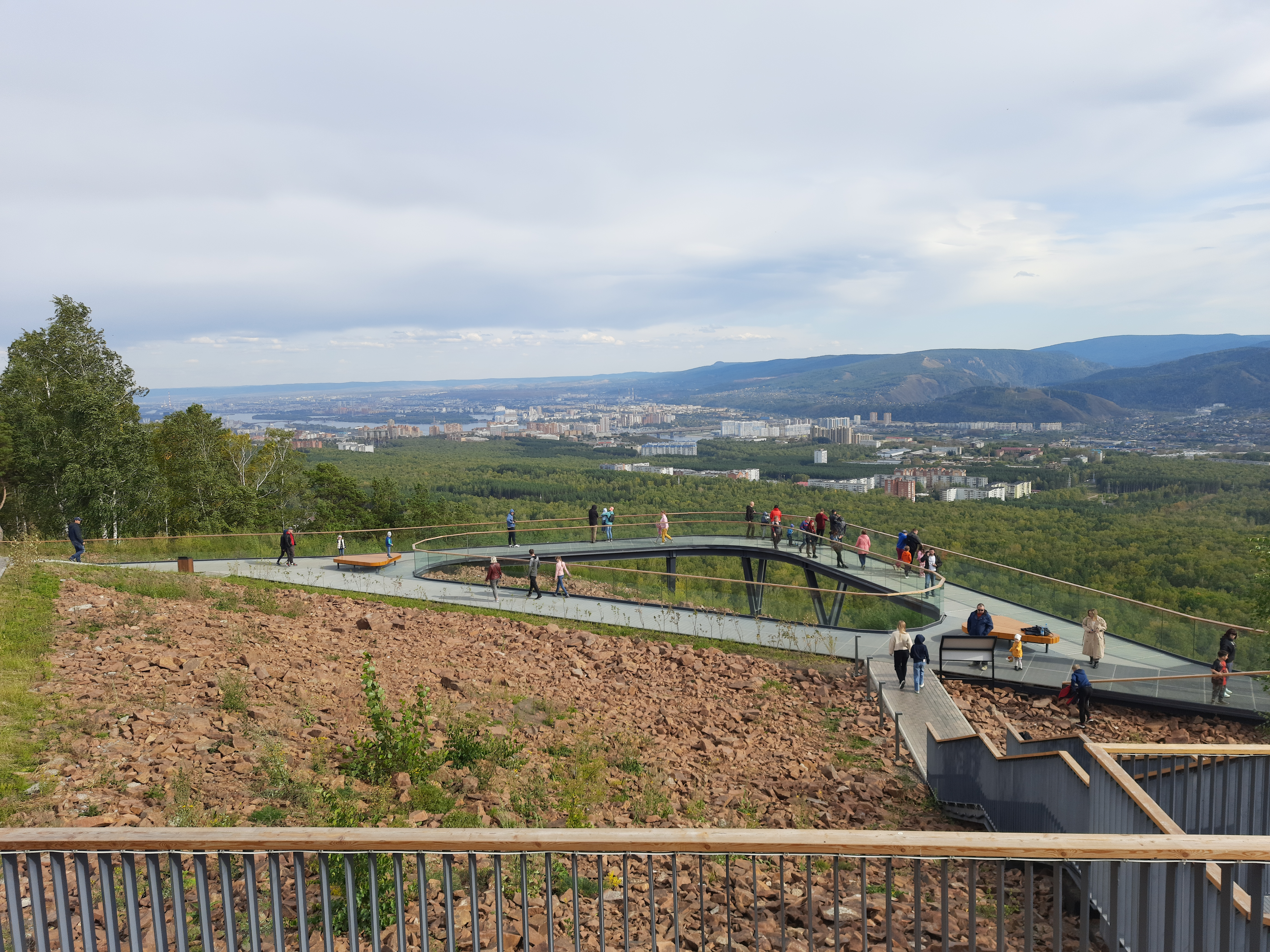
Вид на Красноярск со смотровой площадки
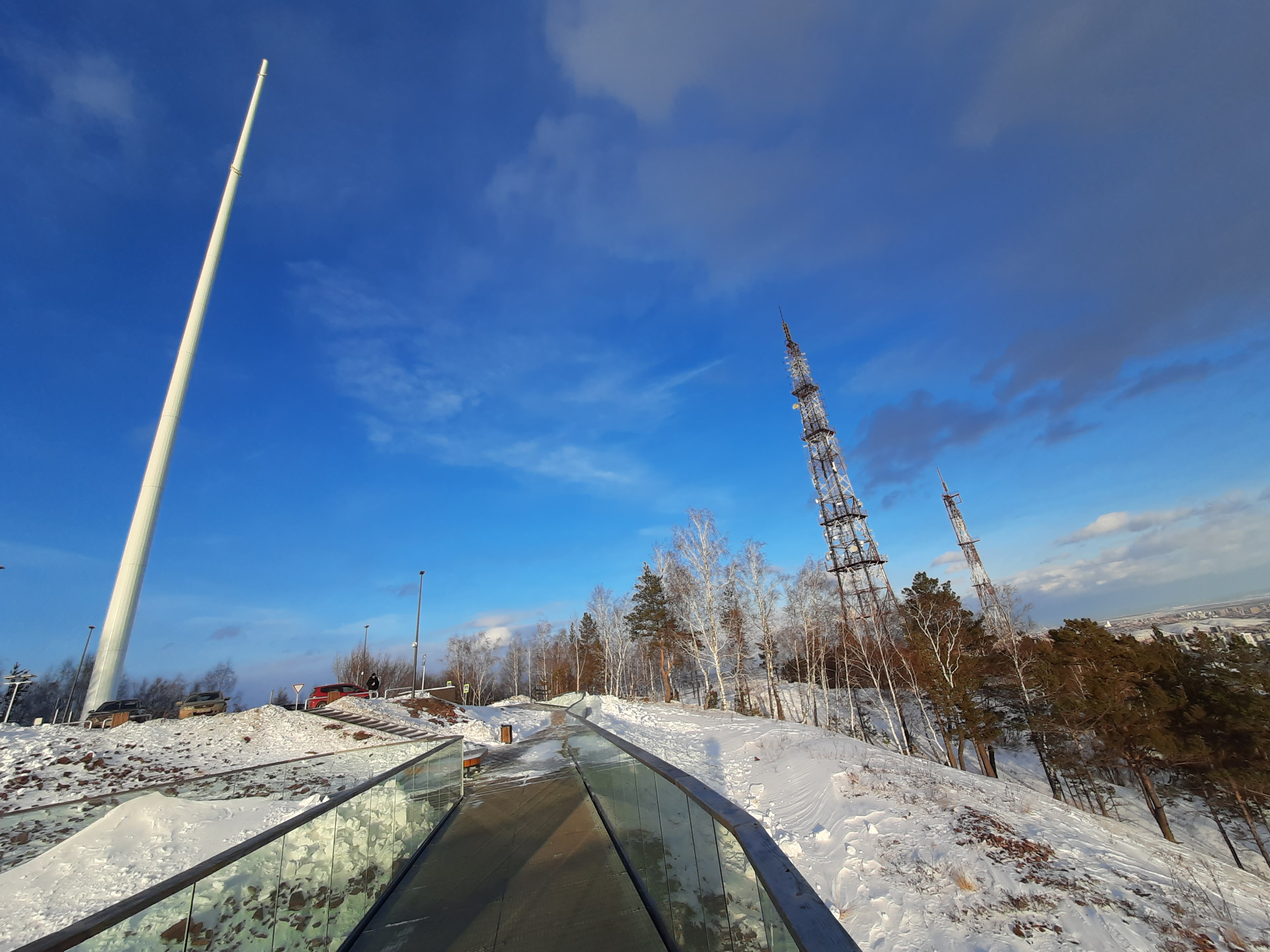
Стометровый флагшток, флаг в очередной раз порван ветром и снят